# Pseudosasa wuyiensis
Pseudosasa wuyiensis är en gräsart som beskrevs av Shou Liang Chen och Guo Ying Sheng. Pseudosasa wuyiensis ingår i släktet splitcanebambusläktet, och familjen gräs. Inga underarter finns listade i Catalogue of Life.